# Main de Massiges
La Main de Massiges est un lieu de mémoire de la Première Guerre mondiale situé sur le territoire de la commune de Massiges dans le département de la Marne.
Forteresse naturelle dominant la vallée de l'Aisne, cette colline située au nord du village doit son nom aux courbes de niveau qui dessinent sur le terrain et sur les cartes une main gauche. Les doigts en sont séparés par de profondes échancrures, que les combattants les voyant du fond de leur tranchée, ont appelé ravins.

## Localisation

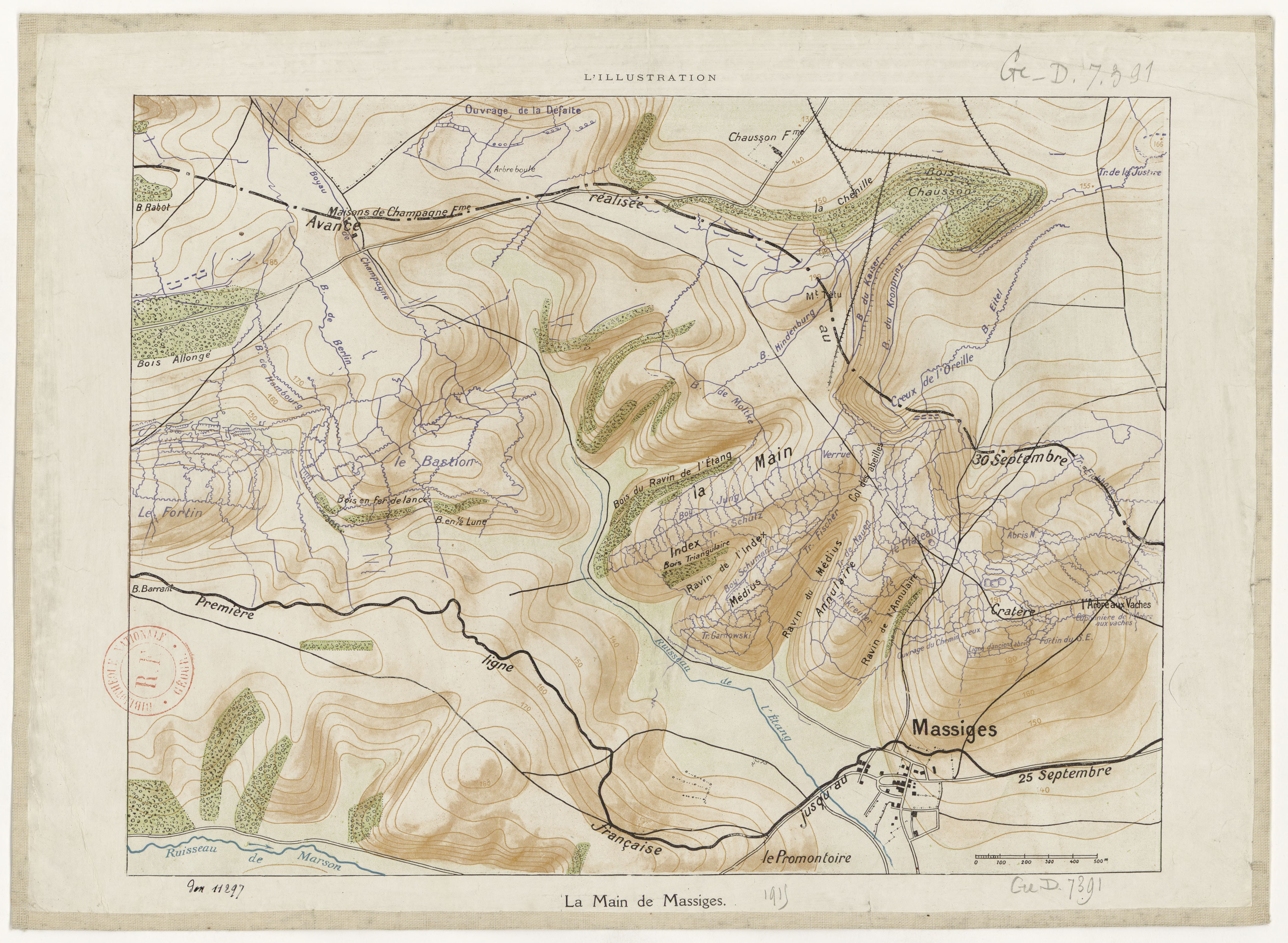
Carte d'état-major de la Main de Massiges.

Le site de la Main de Massiges est situé au Nord-Est du département de la Marne à proximité du Mont Têtu et de la Nécropole nationale du Pont-du-Marson à Minaucourt. Il s'agit en fait de la Cote 191 qui domine le village de Massiges. On accède au site par la R.D. 566, puis en prenant sur la droite un chemin de terre qui monte sur le plateau.

## Histoire
Lors de la Grande Guerre, la Main de Massiges marque la limite Est du front de Champagne, à la jonction du front de l'Argonne. Les Allemands se sont dès leur repli début septembre 1914, retranchés sur cette hauteur naturelle dont chaque doigt forme un bastion de cette forteresse naturelle. C'est sur cet obstacle que butent dès le 13 septembre 1914, les troupes du Corps d'Armée colonial de la 4e Armée française, qui participaient à la contre-offensive succédant à la première bataille de la Marne.
Haut lieu des combats de Champagne, cette position stratégique a été le théâtre d'âpres combats de 1914 à 1915, et c'est tout au long de la Grande Guerre, de 1914 à 1918, des combats acharnés ont ainsi opposé les troupes du Corps d'armée coloniale à l'armée allemande dans le secteur de Massiges.
On estime à 25 000 le nombre de soldats français tués, blessés ou disparus, et certainement autant de soldats allemands.

### Offensive de 1915
À la suite de la bataille de la Marne en septembre 1914 qui a fait reculer l'armée allemande, le front est figé dans une guerre de tranchées. L'offensive d'Artois de mai-juin 1915 ne permet pas à l'armée française de percer le front. Le recul de l'armée alliée russe nécessite une attaque sur le front ouest pour la soulager .
Une vaste offensive est mise en place par le GQG. Elle est prévue sur un front de 35 km allant de Moronvillers à Ville-sur-Tourbe, la IVe armée à gauche et la IIe. Une attaque de diversion doit être exécutée sur l'Argonne par la IIIe armée. Il est prévu de déployer 1 150 canons de 75 et 850 canons de gros calibre pour soutenir les 35 divisions françaises.
Le corps d'armée colonial est positionné en face de la Main de Massiges pour repousser les  troupes allemandes retranchées sur les hauteurs derrière un dense réseau de barbelés et de positions préparées. Les 2e et 3e D.I.C attaquent : 
- sur l'Index le 22 R.I.C,
- sur le Médius le 24e R.I.C,
- sur l'Annulaire la 4e brigade coloniale (4e sur la cote 191 le 8e R.I.C), la 5e brigade (23e et 21e R.I.C)
- de l'Arbre aux vaches à la Briqueterie, la 3e brigade (3e et 7e R.I.C).

Elles sont appuyées à droite par la 151e D.I..
Une intense préparation d'artillerie de 3 jours doit creuser des brèches dans les réseaux de barbelés et les tranchées tout en gênant l'arrivée des renforts en détruisant les nœuds ferroviaires. 

Le 25 septembre, c'est l'assaut contre les troupes des VIIIe et XVIIIe Reserve Korps; sur l'Index l'avance se fait sur 800 m au travers de 21 tranchées alors que les 403e et 410e RI sont repoussés dans leurs tranchées de départ. 

Le deuxième jour la 32e D.I, placée en réserve, attaque sur la cote 191, la ligne française et continue entre les cotes 199 et 191.
Malgré quelques avancées, les pertes sont élevées et la résistance des Allemands du mont Têtu ou de la tête de vipère empêche le contrôle total de la région. Il ne seront délogés qu'en 1918.
Le 4 décembre 1919 le champ de bataille est visité par le futur roi Fayçal ben Abdelaziz Al Saoud, qui fait un tour des champs de bataille avec le Arab (Najd) Mission.

### Restauration du site auXXIesiècle
Le site envahi par les broussailles était tombé dans l'oubli. En 2008, l'Association de la Main de Massiges a été créée. Elle se consacre à la sauvegarde et à la mise en valeur du patrimoine de Massiges, en particulier d'une partie du champ de bataille pour en faire un lieu de la mémoire de la Première Guerre mondiale. L'Association a découvert les ossements de soldats allemands, français, des objets du quotidien des soldats (bouteilles, cartouches), des éclats d'obus et des fusils. Elle travaille actuellement à la consolidation (sol et parois) du goulet et des abris qui ponctuent le parcours de la Main de Massiges.

## Lieu de mémoire
Le site a été aménagé et signalé par un drapeau hissé en permanence en haut d'un mât. Il a été doté d'une table d'orientation. On peut y voir les entonnoirs causés par l'explosion des mines allemandes, d'anciennes tranchées recreusées et reconstituées avec leurs créneaux, leurs abris, leurs claies et leurs réseaux de barbelés.
Le monument « À la mémoire des marsouins et de tous les combattants de la main de Massiges et de ses environs » a été remonté.

## Galerie d’images

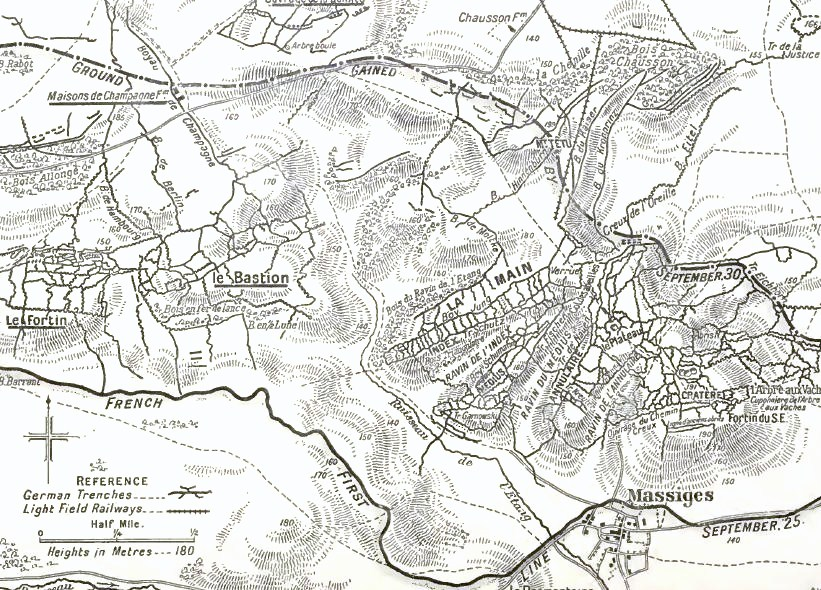
La Main et son réseau de tranchées sur une carte de septembre 1915.
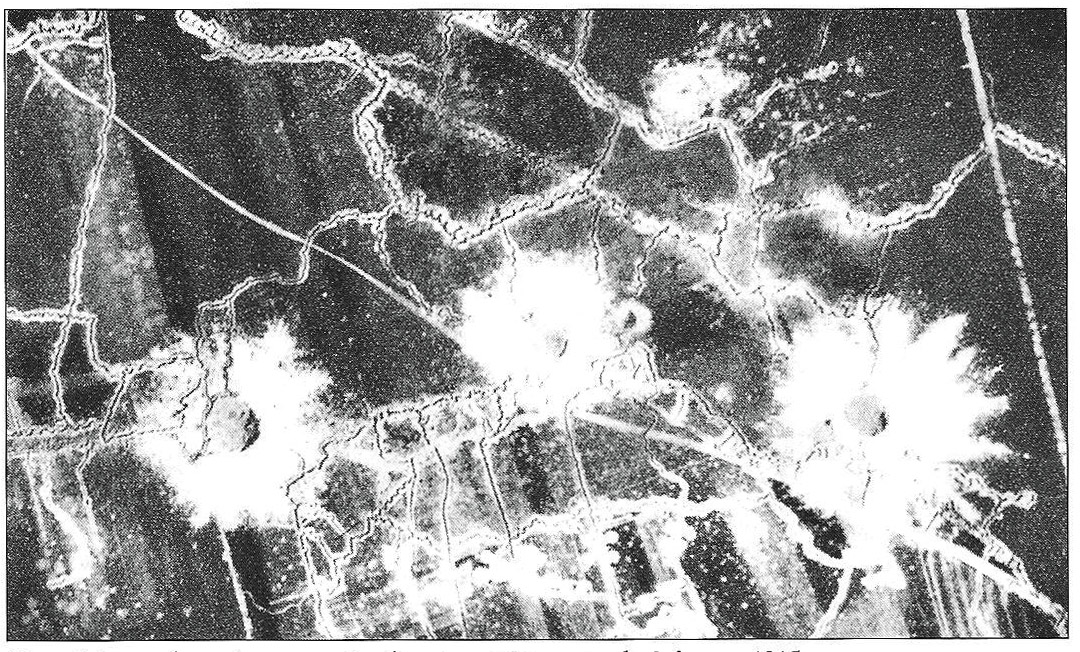
Les entonnoirs de Massiges (1915)
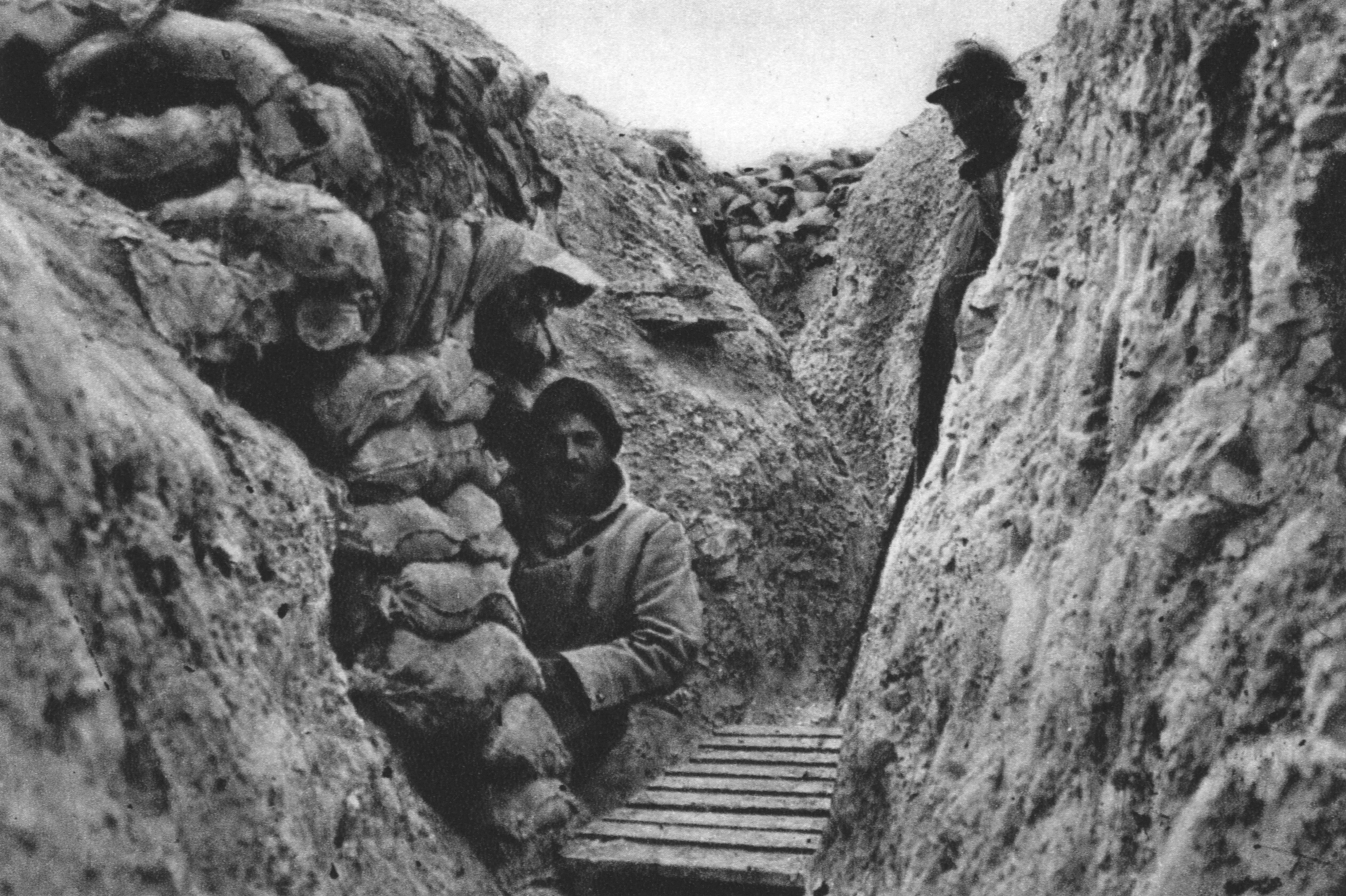
Tranchée allemande de la Main de Massiges (avril 1916)
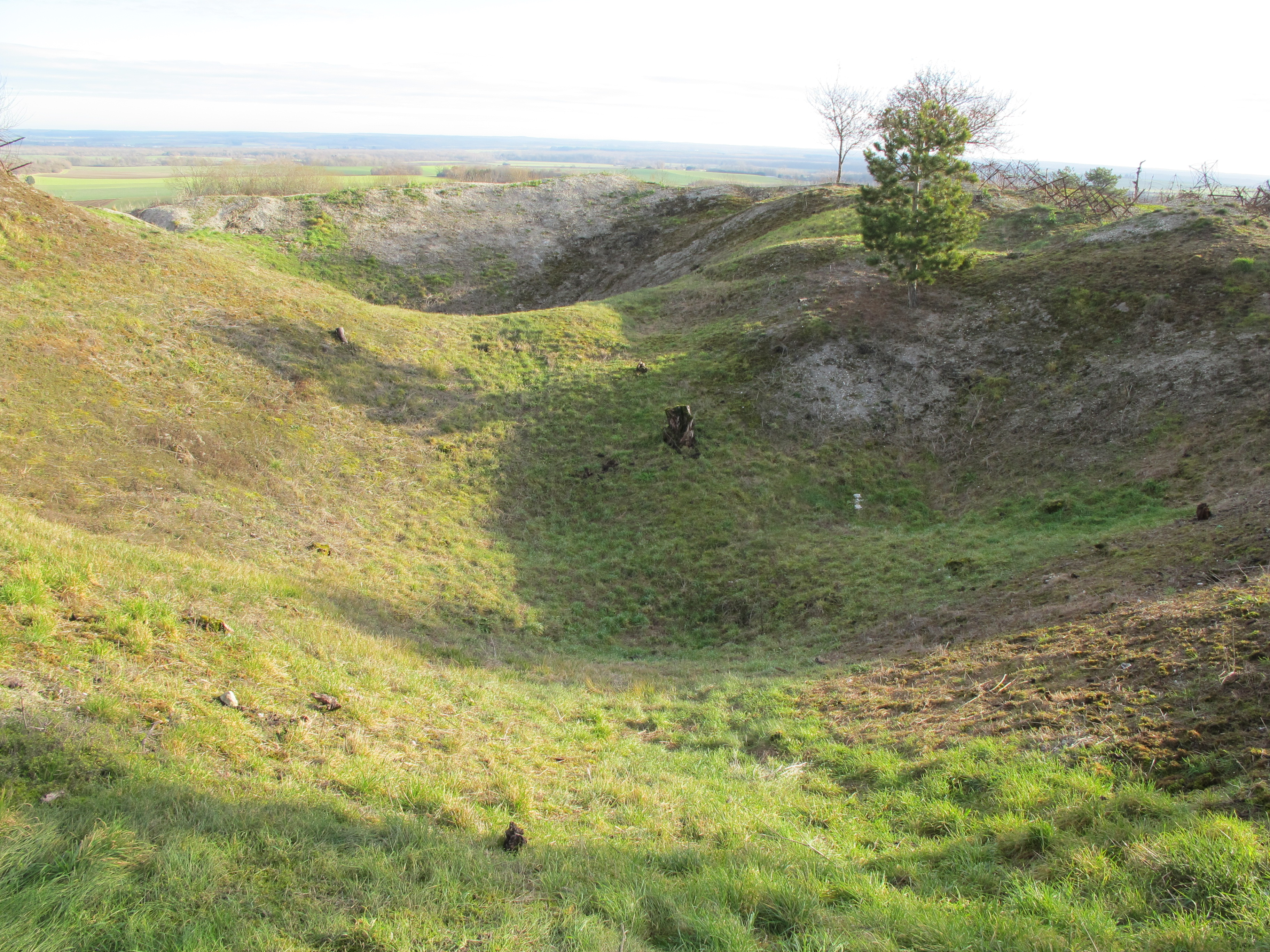
Les entonnoirs de mines de Massiges de nos jours

## La Main de Massiges dans la littérature
- Charles Exbrayat, dans son roman d'espionnage, Espion, où es-tu ? M'entends-tu ?, fait référence à plusieurs reprises, par l'intermédiaire du personnage du vieux Jules Patache, aux événements survenus à la Main de Massiges.
- Le No. 112 dans la Collection Patrie, publié par les Éditions Rouff en 1919, est un court récit par Léon Groc, La Main de Massiges.